# Phorinia australiana
Phorinia australiana là một loài ruồi trong họ Tachinidae.